# Zofia Kielan-Jaworowska
Zofia Emilia Kielan-Jaworowska (Sokołów Podlaski, 25 april 1925 - Warschau, 13 maart 2015) was een Poolse paleobioloog. Halverwege de jaren zestig leidde ze een reeks Pools-Mongoolse paleontologische expedities naar de Gobi-woestijn. Ze was de eerste vrouw die zitting had in het uitvoerend comité van de International Union of Geological Sciences.

## Het vroege leven en onderwijs
Zofia Kielan-Jaworowska werd geboren in Sokołów Podlaski op 25 april 1925. In 1928 kreeg haar vader Franciszek Kielan een baan aangeboden bij de Vereniging van Landbouw- en Handelscoöperaties in Warschau, waar haar familie naar toe verhuisde en vijf jaar woonde. Zofia en familie keerden in 1934 terug naar Warschau en woonden in Żoliborz - een deelgemeente van Warschau. Ze begon haar studie in Warschau, volgend op de verwoesting in 1944 toen de Duitsers hadden geprobeerd de stad volledig te vernietigen, wat ertoe leidde dat de afdeling geologie in puin gelegd was. Ze woonde in plaats daarvan lezingen bij die in haar eigen huis werden gegeven door de Poolse paleontoloog Roman Kozłowski. Hier is haar passie voor paleontologie begonnen. Vervolgens behaalde ze een master in zoölogie en een doctoraat in de paleontologie aan de Universiteit van Warschau, waar ze later professor werd. Vijftien jaar later organiseerde ze de eerste Pools-Mongoolse paleontologische zoektocht naar de Gobi-woestijn en keerde ze zeven keer terug. Ze werd de eerste vrouw die zitting nam in het comité van de International Union of Geological Sciences. Haar bevindingen blijven aantoonbaar ongeëvenaard door een levende expert.

## Carrière en onderzoek
Ze was in dienst van het Instituut voor Paleobiologie van de Poolse Academie van Wetenschappen. Ze bekleedde een aantal functies in professionele organisaties in Polen en de Verenigde Staten.
Haar werk omvatte de studie van trilobieten uit het Devoon en Ordovicium van Centraal-Europa (Polen en Tsjechië). Ze leidde verschillende Pools-Mongoolse paleontologische expedities naar de Gobi-woestijn die leidden tot de ontdekking van nieuwe soorten krokodillen, hagedissen, schildpadden, dinosauriërs (met name Deinocheirus), vogels en multituberculaten. Ze is de auteur van het boek Hunting for Dinosaurs en co-auteur van het boek Mammals from the Age of Dinosaurs.
Haar werk werd veel gepubliceerd in peer-reviewed wetenschappelijke tijdschriften, en verder schreef ze boeken en monografieën.
Terwijl ze aan de Universiteit van Warschau werkte, begon ze haar masteronderzoek. Hierdoor kon ze deelnemen aan expedities met andere paleontologen en verschillende bijdragen leveren. Kielan-Jaworowska nam deel aan haar eerste paleontologische opgraving in 1947, samen met een groep onderzoekers van het Museum van Aardwetenschappen en het Nationaal Geologisch Instituut. De opgravingen, geleid door de geoloog Jan Czarnocki, vonden plaats in het Heilig Kruisgebergte in Polen in blootstellingen van lagen uit het Midden-Devoon. Het werk van de groep bestond uit het graven naar zacht gesteente en het wegspoelen van het sediment, bestaande uit gele mergel, in stromend water, terwijl een zeef werd gebruikt om eventuele fossielen te verzamelen. Kielan-Jaworowska bracht twee maanden door met de groep en zocht specifiek naar trilobietfossielen, wat de focus werd van haar masterscriptie. Ze keerde de komende drie zomers terug naar specifieke locaties in het Heilig Kruisgebergte om haar collectie, die uitgroeide tot meer dan honderd trilobieten-exemplaren, verder te ontwikkelen.
Kielan-Jaworowska behaalde haar masterdiploma in 1949. Ze was sinds de herfst van 1948 werkzaam als assistent bij de afdeling paleontologie van de Universiteit van Warschau. Ze werkte daar tot 1952 en gaf lessen in paleontologie aan biologie- en geologiestudenten.
Een probleem voor de Polen was dat hun werkterrein beperkt was tot de communistische wereld. Daar maakte echter de Volksrepubliek Mongolië deel van uit; in de jaren twintig hadden Zweden en Amerikanen in Binnen-Mongolië veel vondsten gedaan. Tijdens haar expedities van 1963 tot 1971 naar de Gobi-woestijn, heeft ze veel dinosauriërs en zoogdieren uit het Krijt en het vroege Tertiair opgegraven. Haar bevindingen waren zo uitgebreid dat haar team in 1965 meer dan twintig ton fossielen naar Polen had verscheept. Een van haar meest opvallende vondsten was in 1971, toen ze een protoceratops en een jonge velociraptor ontdekte die verwikkeld in een strijd door zand waren bedolven. Het fossilisatieproces van hoe deze twee in deze positie intact bleven, is nog steeds onderwerp van onderzoek. Hoewel haar bevindingen voornamelijk dinosauriërs betroffen, heeft ze niet al haar onderzoek daarop gericht. Van 1949 tot 1963 concentreerde ze zich op ongewervelde dieren uit het Paleozoïcum, vooral trilobieten. Ze behoorden tot de oudste fossielen die algemeen werden gevonden. In het Krijt waren de trilobieten echter al uitgestorven en dus niet aanwezig in de lagen van Mongolië. Dit bracht haar ertoe om in 1963 haar focus te verleggen naar het onderzoeken van zoogdieren uit het Mesozoïcum. Ze vond in Mongolië vele nieuwe soorten en werd een gezaghebbend expert op dit gebied, tot het eind van haar leven nieuwe taxa benoemend gevonden in rotsen die in jaren zestig verzameld waren.
Kielan-Jaworowska heeft veel bijdragen geleverd aan monografieën die de bevindingen van fossielen gedetailleerd beschrijven en schreef haar eigen boek Hunting for Dinosaurs, dat korte beschrijvingen geeft van haar paleontologische inspanningen in de Gobi-woestijn. Het boek is in het Pools geschreven en vertaald naar het Engels en gepubliceerd in 1969. Het boek vermeldt haar contacten met het Mongoolse volk, evenals de ontberingen die ze moest doorstaan om succes te behalen in haar levenswerk. In haar onderzoek verkende ze de asteroïde-theorie over het massaal uitsterven van dinosauriërs. Kielan-Jaworowska sloot het boek af met de opmerking dat het onderzoek naar de massale uitstervingen de mensheid zich bewuster kon maken van toekomstige gevaren. Kielan-Jaworowska en haar boek kregen internationale aandacht en bekendheid.
Van 1960 tot 1982 was ze directeur van het Instituut voor Paleobiologie. In 1982 legde ze haar functie neer om een gasthoogleraarschap te volgen aan het Muséum national d'histoire naturelle in Parijs, dat twee jaar duurde. Kort na haar terugkeer in Warschau werd ze benoemd tot hoogleraar paleontologie aan de Universiteit van Oslo, wat duurde van 1986 tot 1995 toen ze werd benoemd tot hoogleraar emerita aan het Instituut voor Paleobiologie.

## Prijzen en onderscheidingen
In 1988 werd ze bekroond met de Walter Granger Memorial Award.
In 1999 ontving Kielan-Jaworowska de Rechtvaardige onder de Volkeren-medaille.
Ze werd bekroond met de Romer-Simpson-medaille in 1996 en werd de achtste ontvanger van de prijs van de Society of Vertebrate Paleontology, die aanhoudende en uitstekende wetenschappelijke excellentie in de discipline van de paleontologie van gewervelde dieren eert. In 2002 werd ze onderscheiden in de graad van commandeur met ster van de Orde van Polonia Restituta. Haar boek Mammals from the Age of Dinosaurs leverde haar in 2005 de prestigieuze prijs van de Stichting voor Poolse Wetenschap op. Haar werk werd erkend voor een creatieve synthese van onderzoek naar de Mesozoïsche evolutie van zoogdieren.
Ze was lid van de Polish Geological Society, Academia Europaea, Palaeontological Association, Norwegian Academy of Science and Letters, Norwegian Paleontological Society, Poolse Academie van Wetenschappen en erelid van Linnean Society of London, de Poolse Vereniging van Natuuronderzoekers Copernicus en de Society of Vertebrate Paleontology. Ze werkte aan de Harvard University (1973-1974), Université Paris-Diderot (1982-1984), Universiteit van Oslo (1987-1995) en de Poolse Academie van Wetenschappen.
Een aantal uitgestorven dieren zijn naar haar vernoemd, waaronder Kielanodon, Zofiabaatar, Kielantherium, Zofiagale en Indobaatar zofiae.

## Privéleven en overlijden
Zofia Kielan trouwde in 1958 met Zbigniew Jaworowski, een professor in de radiobiologie. Ze overleed in maart 2015 op 89-jarige leeftijd.